# Willibald Schmaus
Willibald Ludwig „Willy“ Schmaus (* 16. Juni 1911; † 27. April 1979 in Wien) war ein österreichischer Fußballspieler. Er gehörte zur großen Ära des First Vienna FC die von 1930er-Jahren bis in die 1940er-Jahre reichte. Sowohl mit der österreichischen als auch der Nationalmannschaft des Deutschen Reichs nahm er an der Fußballweltmeisterschaft teil.

## Wirken
Der Abwehrspieler spielte in den 1930er Jahren für den First Vienna FC. Der erste große Erfolg war der Gewinn des Cup im Mai 1930 durch einen 1:0-Finalsieg über FK Austria Wien. Zu weiteren Finalteilnahmen in diesem Wettbewerb kam er 1936 und 1937. 1936 gelang der Austria dabei mit 3:0 eine erfolgreiche Revanche, während im folgenden Jahr mit einem 2:0 über den Wiener Sportklub wieder ein Titelgewinn gelang.
1931 gelang der Vienna der erste Meisterschaftsgewinn der Vereinsgeschichte. 1933 gelang ein erneuter Titelgewinn. Mit Vizemeisterschaften 1932 und 1936 konnten noch weitere relative Erfolge verzeichnet werden.
Auf internationaler ebene kam die Vienna mit Schmaus 1931 zu ihrem einzigen Titelgewinn im weiland hochprestigigen Mitropapokal. Nach Viertel- und Halbfinalsiegen über Bocskay FC Debrecen und AS Roma  blieb die Vienna auch in den beiden Finals gegen Wiener AC siegreich. Die Titelverteidigung im folgenden Jahr scheiterte eigentlich bereits im Halbfinale, wo die Vienna nach einem 0:2 auswärts gegen AGC Bologna zu Hause nur mit einem 1:0 antworten konnte. Da sich allerdings die Vereine des anderen Halbfinals, Slavia Prag und Juventus Turin nicht auf einen geeigneten Modus zur Qualifikation einigen konnten, wurde die Partie mit Bologna quasi zum Finale und Vienna damit zum Zweiten des Wettbewerbes.
1934 wurde er in das Aufgebot Österreichs für die Weltmeisterschaft in Italien berufen das dort Vierter wurde. Schmaus spielte aber erstmals 1935 für Österreich, wo er bis 1937 zu insgesamt 15 Einsätzen kam. Dazu gehörten auch zwei Partien im damaligen Europapokalwettbewerb für Nationalmannschaften 1935–37 den Österreich als Zweiter abschloss. Im Juni 1937 gewann er zudem im Olympiastadion von Amsterdam mit einer Auswahl Mitteleuropas – bestehend aus Spielern aus Österreich, Tschechoslowakei, Ungarn und Italien – eine Auswahl Westeuropas – bestehend aus Spielern aus Deutschland, Frankreich, den Niederlanden und Belgien – mit 3:1. An seiner Seite spielten dabei neben seinem Landsmann Karl Sesta die italienischen Weltmeister Giuseppe Meazza und Silvio Piola.
Er war am 3. April 1938 auch am vorerst letzten Länderspiel einer österreichischen Nationalmannschaft beteiligt als sie in einer offiziell Versöhnungsspiel genannten aber landläufig als Anschlussspiel bekannten Partie Deutschland im Wiener Praterstadion mit 2:0 besiegte. Das Spiel ist nicht in offiziellen Länderspielstatistiken enthalten.
Am 14. Juni 1938 beantragte Schmaus die Aufnahme in die NSDAP, sein Antrag wurde Juli 1940 abgelehnt.
Bereits im Juni 1938 nahm er mit der Nationalmannschaft des Deutschen Reichs  an der Weltmeisterschaft in Frankreich teil. Nach dem ersten Spiel, dem de facto Achtelfinale gegen die Schweiz das 1:1 nach Verlängerung ausging, wurde ihm vom Reichstrainer Josef Herberger eine gute Leistung bescheinigt. Er war daher etwas überrascht im Wiederholungsspiel durch Jakob Streitle vom FC Bayern ersetzt zu werden. Dort schied Deutschland gegen die vom Österreicher Karl Rappan trainierten Eidgenossen mit 2:4 aus. Bis Februar 1942 kam Schmaus zu insgesamt zehn Einsätzen für das Reich.
Mit der Vienna wurde er 1942 Gaumeister der damals so genannten Ostmark und damit de facto österreichischer Meister. Die Vienna drang in der Endrunde zur deutschen Meisterschaft in das Finale vor unterlag dort aber mit Schamus in Berlin dem FC Schalke 04 mit 0:2. Neben Ernst Sabeditsch, Karl Decker und Torman Stefan Ploc wurde er hier zu den besten Spielern seiner Mannschaft gerechnet.
Im Oktober 1943 wurde er Vater von Zwillingen: einem Jungen und einem Mädchen.

## Erfolge
1930–1942 – First Vienna FC
- Mitropapokal: 1931

Finalist: 1932
- Österreichische Meisterschaft: 1931, 1933, 1942

Vizemeister: 1932, 1936
- Deutsche Meisterschaft

Vizemeister: 1942
- Österreichischer Cupsieger: 1930, 1937

Finalist: 1936
1934–1937 – Nationalmannschaft von Österreich
- Weltmeisterschaftsteilnahme 1934
- Europapokal
  - 1933–35: Zweiter
- 15 Spiele

1938–1942 – Nationalmannschaft des Deutschen Reiches
- Weltmeisterschaftsteilnahme 1938
- 10 Spiele